# FilmBox
FilmBox este un canal de televiziune dedicat exclusiv filmelor. Se poate recepționa în rețelele Vodafone, Orange România, Orange România Communications și Focus Sat.